# Menaethiops okai
Menaethiops okai is een krabbensoort uit de familie van de Epialtidae. De wetenschappelijke naam van de soort is voor het eerst geldig gepubliceerd in 1935 door Sakai.